# Daniel Ermentrout

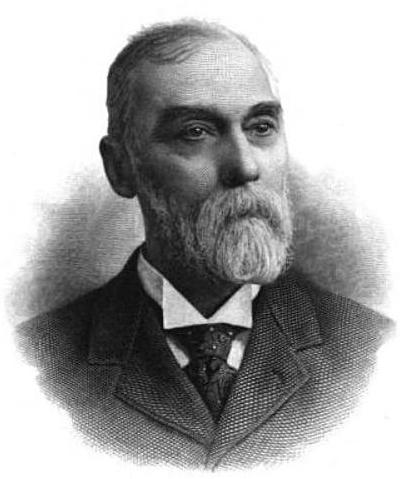
Daniel Ermentrout

Daniel Ermentrout (* 24. Januar 1837 in Reading, Pennsylvania; † 17. September 1899 ebenda) war ein US-amerikanischer Politiker. Zwischen 1881 und 1889 und nochmals von 1897 bis 1899 vertrat er den Bundesstaat Pennsylvania im US-Repräsentantenhaus.

## Werdegang
Daniel Ermentrout besuchte die öffentlichen Schulen seiner Heimat und danach das Franklin and Marshall College in Lancaster sowie das Elmwood Institute in Norristown. Nach einem anschließenden Jurastudium und seiner 1859 erfolgten Zulassung als Rechtsanwalt begann er in Reading in diesem Beruf zu arbeiten. Zwischen 1862 und 1865 war er Bezirksstaatsanwalt im Berks County. Von 1867 bis 1870 fungierte er als juristischer Vertreter der Stadt Reading. Zwischen 1868 und 1876 gehörte er auch dem dortigen Schulausschuss an. Gleichzeitig schlug er als Mitglied der Demokratischen Partei eine politische Laufbahn ein. In den Jahren 1868 und 1880 nahm er als Delegierter an den jeweiligen Democratic National Conventions teil; von 1895 bis 1899 war er ebenfalls Delegierter zu allen Parteitagen der Demokraten auf Staatsebene in Pennsylvania. Außerdem gehörte er in den Jahren 1869, 1872 und 1873 dem Bezirksausschuss des Berks County an. Zwischen 1873 und 1880 saß er im Senat von Pennsylvania. Ab 1877 war er auch Mitglied der Kommission zur Überarbeitung der Gesetze seines Heimatstaates.
Bei den Kongresswahlen des Jahres 1880 wurde Ermentrout im achten Wahlbezirk von Pennsylvania in das US-Repräsentantenhaus in Washington, D.C. gewählt, wo er am 4. März 1881 die Nachfolge von Hiester Clymer antrat. Nach drei Wiederwahlen konnte er bis zum 3. März 1889 vier Legislaturperioden im Kongress absolvieren. Im Jahr 1888 wurde er von seiner Partei nicht mehr zur Wiederwahl nominiert. Bei den Wahlen des Jahres 1896 wurde Ermentrout im neunten Distrikt seines Staates erneut in den Kongress gewählt, wo er am 4. März 1897 Constantine Jacob Erdman ablöste. Nach einer Wiederwahl konnte er dieses Mandat bis zu seinem Tod am 17. September 1899 ausüben. In diese Zeit fiel der Spanisch-Amerikanische Krieg von 1898.